# کلیدینیوم بروماید
کلیدینیوم بروماید (انگلیسی: Clidinium bromide) نوعی داروی آنتی کولینرژیک است. این دارو با کاهش اسید معده  در اکثر موارد می‌تواند به تسکین شکم‌درد کمک کند. معمولاً ترکیب این دارو با کلردیازپوکساید با نام تجاری کلیدینیوم سی تجویز می‌گردد.